# Botzenweiler
Botzenweiler ist ein Gemeindeteil der Großen Kreisstadt Dinkelsbühl im Landkreis Ansbach (Mittelfranken, Bayern). Botzenweiler liegt in der Gemarkung Sinbronn.

## Geografie
Das Dorf liegt rund zwei Kilometer von Dinkelsbühl in östlicher Richtung am Ölgraben, der ein linker Zufluss der Wörnitz ist. In der Nähe des Ortes liegen ca. 20 Weiher, die der Fischzucht dienen. Zwischen dem eigentlichen Dorf und der Staatsstraße 2218 im Süden befindet sich ein kleines Industriegebiet mit Firmen aus der Holzverarbeitung und des Baugewerbes. Noch weiter südlich liegt das Waldgebiet Nieß. Im Osten erheben sich das Berglein und der Karlsholzer Buck.
Die Staatsstraße 2218 führt zur Bundesstraße 25 bei Dinkelsbühl (1,7 km südwestlich) bzw. nach Sinbronn (1,7 km östlich). Eine Gemeindeverbindungsstraße führt nach Weiherhaus (0,5 km westlich) bzw. nach Hungerhof (0,5 km nordöstlich), eine weitere führt nach Karlsholz (1,7 km nordöstlich).

## Geschichte
Die Fraisch über Botzenweiler war strittig zwischen dem ansbachischen Oberamt Wassertrüdingen, dem oettingen-spielbergischen Oberamt Dürrwangen und der Reichsstadt Dinkelsbühl. Die Dorf- und Gemeindeherrschaft hatte die Reichsstadt Dinkelsbühl. Gegen Ende des 18. Jahrhunderts gab es 8 Anwesen (1 Halbhof, 5 Viertelhöfe, 1 Haus, 1 Ölmühlgut). Grundherr über alle Anwesen war das Spital der Reichsstadt Dinkelsbühl. Von 1797 bis 1808 unterstand der Ort dem Justiz- und Kammeramt Wassertrüdingen.
Im Jahr 1809 wurde Botzenweiler infolge des Gemeindeedikts dem Steuerdistrikt und der Ruralgemeinde Sinbronn zugewiesen. Am 1. Mai 1978 wurde Botzenweiler im Zuge der Gebietsreform in Bayern nach Dinkelsbühl eingegliedert.

## Einwohnerentwicklung
| Jahr      | 001818 | 001840 | 001861 | 001871 | 001885 | 001900 | 001925 | 001950 | 001961 | 001970 | 001987 | 002015 |
| Einwohner | 68     | 55     | 70     | 60     | 67     | 70     | 68     | 66     | 78     | 101    | 155    | 165    |
| Häuser    | 12     | 8      |        |        | 14     | 14     | 13     | 15     | 16     |        | 41     |        |
| Quelle    | [ 11 ] | [ 12 ] | [ 13 ] | [ 14 ] | [ 15 ] | [ 16 ] | [ 17 ] | [ 18 ] | [ 19 ] | [ 20 ] | [ 21 ] | [ 1 ]  |

## Religion
Der Ort ist seit der Reformation evangelisch-lutherisch geprägt und bis heute nach St. Peter (Sinbronn) gepfarrt. Die Katholiken sind nach St. Georg (Dinkelsbühl) gepfarrt.

## Vereinsleben
Der Schützenverein Almenrausch ist in Botzenweiler aktiv.